# Mistrzostwa Afryki w Piłce Siatkowej Kobiet 2001
XIII Mistrzostwa Afryki w piłce siatkowej zostały rozegrane w Lagos w dniach 5–11 listopada 2001. Turniej, pierwszy raz w historii, wygrały Seszelki, które wyprzedziły reprezentantki Nigerii i Kamerunu.

## System rozgrywek
Cztery zespoły zagrały systemem każdy z każdym.
1. Nigeria
2. Kamerun
3. Południowa Afryka
4. Seszele

## Klasyfikacja końcowa
| Miejsce | Reprezentacja     |
| ------- | ----------------- |
| złoto   | Seszele           |
| srebro  | Nigeria           |
| brąz    | Kamerun           |
| 4.      | Południowa Afryka |